# فوسكيهات (آراغاتسوتن)
مدينة فوسكيهات (بالإنجليزية: Voskehat)‏ هي إحدى المدن التابعة لمقاطعة آراغاتسوتن في أرمينيا. يقدر عدد سكانها بـ 1188 نسمة حسب الإحصاء الذي جرى عام 2011.